# 粉红滇藏杜鹃
粉红滇藏杜鹃（学名：Rhododendron temenium var. dealbatum）为杜鹃花科杜鹃花属下的一个变种。

## 扩展阅读
- 維基物種上的相關：粉红滇藏杜鹃